# Limnephilus coenosus
Limnephilus coenosus är en nattsländeart som beskrevs av Curtis 1834. Limnephilus coenosus ingår i släktet Limnephilus och familjen husmasknattsländor. Arten är reproducerande i Sverige. Inga underarter finns listade i Catalogue of Life.